# Луїс Лопес (Grand Theft Auto)
Луїс Фернандо Лопес (англ. Luis Fernando Lopez) — головний герой гри «Grand Theft Auto IV: The Ballad of Gay Tony», а також другорядний персонаж Grand Theft Auto IV і Grand Theft Auto IV: The Lost and Damned.
Луїс Лопес — етнічний домініканський гангстер, що проживає в Нортвуді (англ. Northwood). Працює охоронцем у Ентоні «Гея Тоні» Прінса, служачи своєрідним буфером між Тоні і його підлеглими. Також виконує роль вишибали в підконтрольних Прінсу клубах «Maisonette 9» і «Геркулес» (Hercules) в Нижньому Алгонквіні. З юних років пов'язаний з декількома драгдилерами в районі Нортвуда (Northwood), а також був учасником підпільних боїв без правил.
Вперше Луїса можна побачити при пограбуванні банку бандою Макрірі (англ. McReary Irish Mob), він стоїть поруч з Юджином Ріпером (англ. Eugene Reaper). Пізніше він знову з'являється в Libertonian-е, зриваючи угоду між Ніко Беллічем, Джонні Клебіцем та представниками Єврейської Мафії (англ. Jewish Mob). Наступна зустріч відбувається в місії Diamonds are a girl's Best Friends, в ході якої відбувається обмін Грейсі Анчелоті на діаманти (які спливають по ходу всієї сюжетної лінії не тільки оригінальної Grand Theft Auto IV, але і доповнень Grand Theft Auto IV: The Lost and Damned і Grand Theft Auto IV: The Ballad of Gay Tony). При обміні крім Луїса присутній і сам «Гей Тоні». Так само Лопес фігурує в сюжеті The Lost and Damned, коли Джонні Клебіц і члени його мотоциклетного клубу крадуть діаманти, які тільки що прибули в місто кораблем і призначалися Ентоні «Гею Тоні» Прінсу.

## Біографія
У Луїса є мати, Адріана Лопес, брат Ернесто і сестра Літа. Відомо, що його сестру зґвалтував її вчитель. За це Луїс його вбив і сів у віці 17 років, працював наркодилером в Нортвуді. Є особистим охоронцем і правою рукою Тоні «Гея» Прінса. Після того, як Тоні заборгував грошей Морі Кіббуцу, Рокко та сім'ї Анчелотті, Луїс виконує для них деякі доручення. Після він знайомиться з Юсуфом Аміром і допомагає йому вкрасти військовий гелікоптер, танк і вагон поїзда. Потім він разом з Тоні і Еваном їде на операцію з купівлі діамантів, але операція зривається через напади Джонні Клебіца. Луїс веде Тоні розділяючись з Еваном, який відвозить діаманти. Пізніше стає відомо, що Джонні вбив Евана і забрав діаманти. Луїс виконує ще кілька доручень Юсуфа і Морі. Пізніше йому дзвонить Тоні і каже що знає де відбудеться операція з продажу їх діамантів. Луїс вирушає туди, зриваючи угоду, в якій беруть участь Джонні Клебіц та Ніко Белліч і забирає діаманти.
Через кілька днів Тоні повідомляє йому, що викрадена їх подруга, Грейсі Анчелотті, дочка глави сім'ї Анчелотті. Луїс і Тоні вистежують одного з викрадачів, їм виявляється Патрік Макрірі, член Ірландської мафії. Викрадачі вимагають в обмін на Грейсі діаманти, і Анчелотті змушує Тоні і Луїса віддати їх. Операція проходить гладко і Грейсі повертається до батька. Під час одного з відвідувань клубу Луїс знайомиться з Реєм Булгаріном, російським мафіозі. Після виконання кількох його доручень Луїс дізнається що діаманти, куплені Тоні, належали йому і Булгарін намагається вбити його, але безуспішно. Після цього Луїс зустрічається з Рокко і той каже йому що із ситуації є лише два виходи — вбити Тоні або померти самому. Луїс повертається до Тоні. Там його вже чекають Рокко і Вінс, які говорять йому щоб він убив Тоні, але Луїс вбиває Вінса, після чого на клуб нападає банда російських, але Тоні і Луїсу вдається втекти. Луїс бачить тільки один вихід із ситуації — вбити Булгаріна. Він вирушає на місце постачання Булгаріну героїну. Знищуючи героїн і праву руку Болгарина, Тимура, Луїс вирушає в аеропорт. По дорозі йому дзвонить Юсуф і після цього прилітає на гелікоптері йому на допомогу. Луїс, діставшись до аеропорту, стрибає в літак Булгаріна, вбиває його охорону. Булгарін виходить, погрожуючи гранатою, і каже, що вбивши його Луїс підірве літак. Луїс стріляє в Булгаріна і вистрибує з літака на парашуті. Повернувшись до Тоні і, зустрівшись з Юсуфом, вони вирішують повернутися в бізнес.

## Судимості
- Викрадення транспортного засобу (2001-й рік)
- Напад (2003-й)

## Цікаві факти
- В оригінальної GTA IV можна вбити Луїса (місія з пограбуванням банку), однак, пізніше він знову з'явиться.
- Спочатку Луїс виглядав інакше